# 페라이트 (자석)

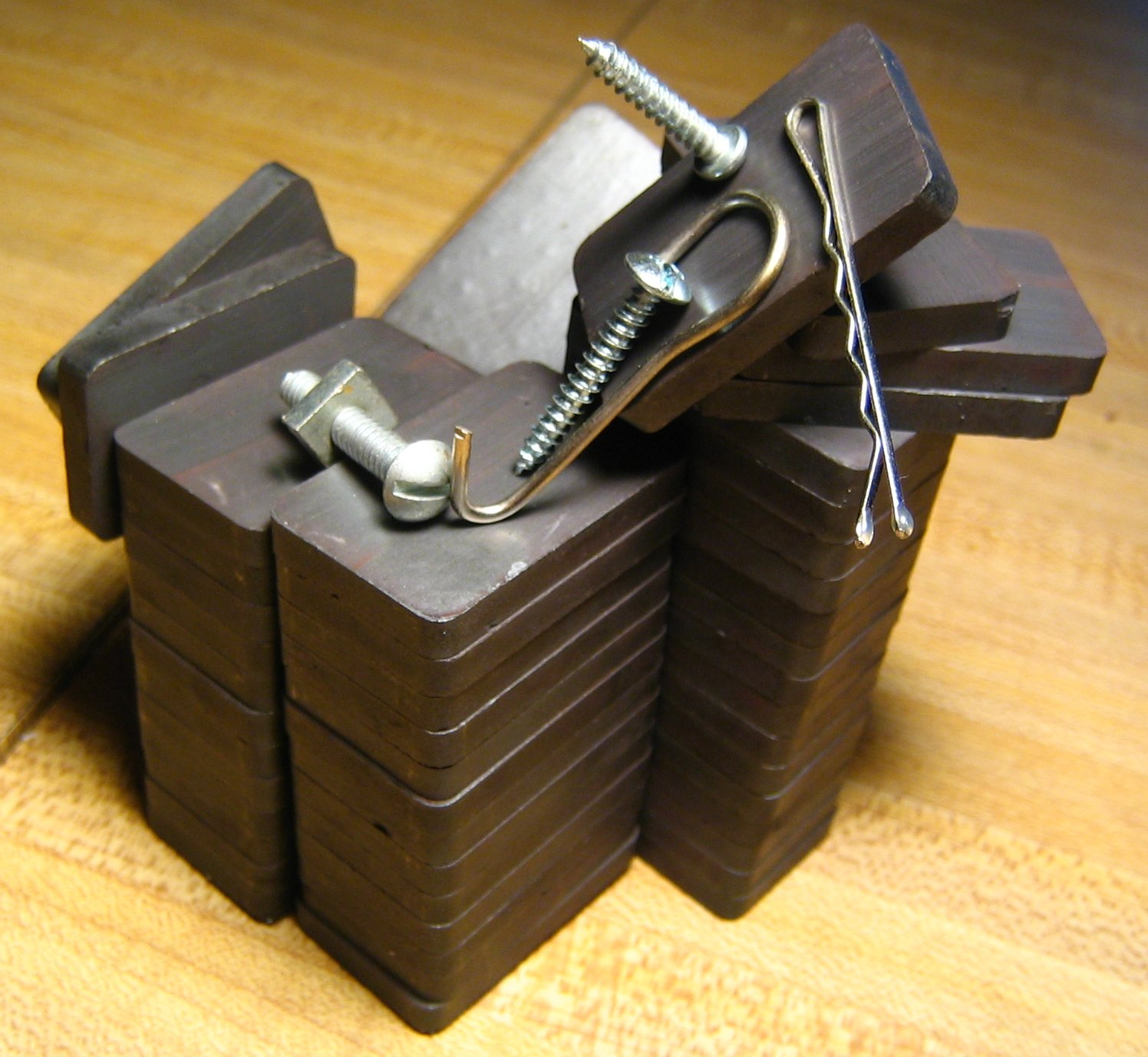
페라이트 자석

페라이트(ferrite)는 녹의 주성분인 산화 철(III)(Fe2O3)에 금속 첨가물을 더한 물질로 준강자성(페리자성)을 가지고 있다. 철의 상온상압 형태인 페라이트와는 다른 물질이다.